# Tunisiens bidrag i Eurovision Song Contest
Tunisien skulle ha medverkat i Eurovision Song Contest 1977 och lottades att starta som nummer fyra i finalen, men drog sig sent ur tävlingen utan någon förklaring, eventuellt för att även Israel deltog.
Landet har rätt att deltaga i tävlingen eftersom deras nationella TV-bolag är medlem i Europeiska radio- och TV-unionen.